# Calimero (serie animata 1974)
Calimero (カリメロ?, Karimero) è una serie televisiva anime italo-giapponese, basata sul celebre personaggio di Calimero originariamente creato da Nino e Toni Pagot, prodotta da Toei Dōga nel 1974. La serie, composta di 45 episodi, è stata trasmessa in Giappone su Nihon Educational Television dal 15 ottobre 1974 al 30 settembre 1975, mentre in Italia su Rai Uno dal 7 novembre 1988 all'interno del programma Big!.

## Personaggi
- Calimero: doppiato da Katsue Miwa e Shinobu Adachi (ed. giapponese), Ignazio Colnaghi (ed. italiana)
- Priscilla: doppiata da Michiko Nomura (ed. giapponese), Elda Olivieri (ed. italiana)
- Cesira: doppiata da Leda Celani (ed. italiana)
- Piero: doppiato da Kaneta Kimotsuki (ed. giapponese), Sante Calogero (ed. italiana)
- Ambrogio: doppiato da Carlo Bonomi (ed. italiana)
- Direttore: doppiato da Carlo Bonomi (ed. italiana)

## Sigle
Sigle giapponesi
- Boku wa Calimero (lett. "Io sono Calimero") cantata da Rina Yamazaki, sigla d'apertura
- Suki nano Purishira cantata da Rina Yamazaki, prima sigla di chiusura
- Kono kao da are? cantata da Rina Yamazaki, seconda sigla di chiusura

Sigle italiane
- Io son Calimero!, prima sigla italiana usata per la prima serie nelle trasmissioni Rai (1988), scritta da Marcello Marrocchi e cantata da Marco Pavone e Ignazio Colnaghi (voce di Calimero).
- Calimero, seconda sigla italiana cantata da Cristina D'Avena, usata per le repliche della serie sulle reti Mediaset.

## Episodi
| Nº | Giapponese 「Kanji」 - Rōmaji - Traduzione letterale | In onda           | In onda |
| Nº | Giapponese 「Kanji」 - Rōmaji - Traduzione letterale | Giapponese        |         |
| 1  | 「バザーは大成功〈前）」 - Bazaa wa dai seikou (mae) – "Il bazar è stato un successo (prima parte)"「バザーは大成功〈後）」 - Bazaa wa dai seikou (go) – "Il bazar è stato un successo (seconda parte)"                                    | 15 ottobre 1974   |         |
| 2  | 「タマゴの帽子はすばらしい」 - Tamago no boushi wa subarashii – "Il cappello a forma di uovo è fantastico"「遅刻戦争」 - Chikoku sensou – "Un litigio tardivo"                                                                             | 22 ottobre 1974   |         |
| 3  | 「ぼくは超能力」 - Boku wa chō nōryoku – "Ho i superpoteri"「ギャング入門」 - Gyangu nyuumon – "Arrivano i gangster" | 29 ottobre 1974   |         |
| 4  | 「一日ガードマン」 - Ichinichi gaadoman – "Un giorno di guardia"「大金庫どろぼう」 - Dai kinko doro bō – "Il ladro della cassaforte" | 12 novembre 1974  |         |
| 5  | 「二人だけの運動会〈前）」 - Ni nin dake no undoukai (zen) – "Sport solo per due (prima parte)"「二人だけの運動会〈後）」 - Ni nin dake no undoukai (kou) – "Sport solo per due (seconda parte)"                                           | 19 novembre 1974  |         |
| 6  | 「呪われたママ」 - Norowareta mama – "Mamma cattiva"「折鶴に手を出すな」 - Oriduru ni te o dasu na – "Non toccare le gru di carta" | 3 dicembre 1974   |         |
| 7  | 「歌え！ギャング」 - Utae! Gyangu – "Cantate, banda!"「インチキ大地震」 - Inchiki dai jishin – "Il finto terremoto" | 10 dicembre 1974  |         |
| 8  | 「くしゃみ大作戦」 - Kushami dai sakusen – "Operazione starnuto"「ジャ、ジャ、ジャン、チャ」 - Ja, ja, jan, cha | 17 dicembre 1974  |         |
| 9  | 「雪やこんこんクリスマス〈前）」 - Yuki ya konkon kurisumasu (zen) – "Neve e Natale (prima parte)"「雪やこんこんクリスマス〈後）」 - Yuki ya konkon kurisumasu (kou) – "Neve e Natale (seconda parte)"                                     | 24 dicembre 1974  |         |
| 10 | 「世界一のめざまし時計〈前）」 - Sekaiichi no mezamashi tokei (zen) – "La sveglia migliore del mondo (prima parte)"「世界一のめざまし時計〈後）」 - Sekaiichi no mezamashi tokei (kou) – "La sveglia migliore del mondo (seconda parte)"   | 7 gennaio 1975    |         |
| 11 | 「ボビが恋してる」 - Bobi ga koishiteru – "La stagione degli amori"「大スター・カリメロ」 - Dai sutaa・Karimero – "Calimero la star" | 14 gennaio 1975   |         |
| 12 | 「機関車ディック」 - Kikansha dikku – "La locomotiva"「宇宙がボクを呼んでいる」 - Uchuu ga boku o yon de iru – "L'universo mi sta chiamando"                                                                                               | 21 gennaio 1975   |         |
| 13 | 「おれたちゃペペポッポ」 - Oretacha pepe poppo「ちょっと残念」 - Chotto zannen – "Un po' dispiaciuto" | 28 gennaio 1975   |         |
| 14 | 「大人になったら」 - Otona ni nattara – "Quando si diventa grandi"「乾杯！乾杯！又乾杯！」 - Kanpai! Kanpai! Mata kanpai! – "Salute! Salute! Di nuovo salute!"                                                                             | 4 febbraio 1975   |         |
| 15 | 「ピーターの謎」 - Pītā no nazo – "Il mistero di Piero"「黒いマントの魔術師」 - Kuroi manto no majutsu shi – "Il mago dal mantello nero"                                                                                                   | 11 febbraio 1975  |         |
| 16 | 「旅行は誰と？」 - Ryokou wa dare to? – "Con chi viaggi?"「子守りの天才」 - Komori no tensai – "Un esperto babysitter" | 18 febbraio 1975  |         |
| 17 | 「へんてこマラソン」 - Henteko marason – "Una strana maratona"「幻の百点」 - Maboroshi no hyaku ten – "Cento illusioni" | 25 febbraio 1975  |         |
| 18 | 「あなたのわたしきみのぼく」 - Anata no watashi kimi no boku – "Il vostro me e il tuo me"「ゆうかい魔現る」 - Yūkai ma genru – "Appare il diavolo"                                                                                         | 4 marzo 1975      |         |
| 19 | 「春だめだかだこれなあに」 - Haru da medaka da kore nāni – "La primavera non va bene, che succede?"「パパは不眠症」 - Papa wa fuminshō – "Papà soffre di insonnia"                                                                         | 11 marzo 1975     |         |
| 20 | 「花束仕掛人」 - Hanataba shikakejin – "Il maestro di bouquet"「ペンダント騒動」 - Pendanto sōdō – "La scomparsa del ciondolo" | 18 marzo 1975     |         |
| 21 | 「パパ、ごめんね」 - Papa, gomen ne – "Scusa, papà"「しんせつな一日」 - Shin setsuna ichi nichi – "Il giorno della gentilezza" | 1º aprile 1975    |         |
| 22 | 「世にも不思議な出来事」 - Yo ni mo fushigina dekigoto – "Gli strani eventi del mondo"「ソリはリズムにのって」 - Sori wa rizumu ni notte – "La slitta segue il ritmo"                                                                      | 8 aprile 1975     |         |
| 23 | 「綿菓子ふわふわ雲みたい」 - Men kashi fuwafuwa kumo mitai – "Come soffici nuvole di zucchero filato"「美しいバラにはトゲがある」 - Utsukushī bara ni wa toge ga aru – "Le rose belle hanno le spine"                                      | 15 aprile 1975    |         |
| 24 | 「秘密の地図の秘密」 - Himitsu no chizu no himitsu – "I segreti della mappa misteriosa"「ボビのハンバーガー」 - Bobi no hanbāgā – "L'hamburger di Bobbi"                                                                                   | 22 aprile 1975    |         |
| 25 | 「ワークブックは泥だらけ」 - Wākubukku wa doro darake – "Il quaderno è sporco di fango"「動かないで！はい！パチリ」 - Ugoka nai de! Hai! Pachiri – "Ciack, si gira!"                                                                       | 29 aprile 1975    |         |
| 26 | 「大列車襲撃作戦」 - Dai ressha shuugeki sakusen – "Il grande assalto al treno"「おーい自転車！」 - Ōi jitensha! – "Ehi, bicicletta!" | 6 maggio 1975     |         |
| 27 | 「サッカー選手カリメロ」 - Sakkā senshu Karimero – "Calimero il calciatore"「いたずらの天才」 - Itazura no tensai – "Il genio dello scherzo"                                                                                               | 13 maggio 1975    |         |
| 28 | 「虹がみえたぞ」 - Niji ga mieta zo – "Ho visto un arcobaleno"「ぼくのチョウチョウ世界一」 - Boku no chouchou sekai ichi – "La mia farfalla è la migliore del mondo"                                                                       | 20 maggio 1975    |         |
| 29 | 「もう遊ばないよ縁きった」 - Mou asobanai yo herikitta – "Non gioco più"「お化けっているのかな？」 - Obakette iru no kana? – "È lui o non è lui?"                                                                                          | 27 maggio 1975    |         |
| 30 | 「おしゃれプリシラ」 - Oshare Purishira – "Priscilla alla moda"「リボン戦争」 - Ribon sensō – "La guerra dei nastri" | 3 giugno 1975     |         |
| 31 | 「ギャング改心計画」 - Gyangu kaishin keikaku – "La gang diventa buona"「ぼくは海賊」 - Boku wa kaizoku – "Io sono un pirata" | 10 giugno 1975    |         |
| 32 | 「落とし穴にご注意」 - Otoshiana ni go chūi – "Attenzione alle insidie"「親孝行はつらいよ」 - Oyakoukou wa tsurai yo – "È dura essere un bravo figlio"                                                                                     | 17 giugno 1975    |         |
| 33 | 「カリメロ二世号の船出〈前）」 - Karimero nisei gou no funade (mae) – "La partenza della Calimero II (prima parte)"「カリメロ二世号の船出〈後）」 - Karimero nisei gou no funade (nochi) – "La partenza della Calimero II (seconda parte)" | 24 giugno 1975    |         |
| 34 | 「シャボン玉飛ばそう」 - Shabon tama tobasou – "Facciamo le bolle di sapone"「パパ大好き！」 - Papa daisuki! – "Ti voglio bene papà!" | 1º luglio 1975    |         |
| 35 | 「おもちゃのキューピッド」 - Omocha no Kyūpiddo – "Cupido giocattolo"「カブト虫はどこへ」 - Kabuto mushi wa doko e – "Dove sono gli scarabei?"                                                                                             | 8 luglio 1975     |         |
| 36 | 「飛べ！カリメロ」 - Tobe! Karimero – "Vola, Calimero!"「大人は勝手」 - Otona wa katte – "Gli adulti sono capricciosi" | 15 luglio 1975    |         |
| 37 | 「進め！ぼくの白い船」 - Susume! Boku no shiroi fune – "Vai avanti, mia barchetta bianca!"「ビンづめの手紙」 - Binzume no tegami – "Lettera in bottiglia"                                                                                  | 29 luglio 1975    |         |
| 38 | 「生々堂々の友情」 - Seisei dōdō no yūjō – "La forza dell'amicizia"「肩こりこりこり」 - Katakori korikori – "Spalle dritte" | 5 agosto 1975     |         |
| 39 | 「お手伝いおことわり」 - Otetsudai okotowari – "Richiesta d'aiuto"「あきれた大間抜け」 - Akireta oomanuke ke – "Un terribile sciocco" | 12 agosto 1975    |         |
| 40 | 「さよならプリシラ」 - Sayonara Purishira – "Addio Priscilla"「雨の日のカリメロ」 - Ame no hi no Karimero – "Calimero in un giorno di pioggia"                                                                                             | 26 agosto 1975    |         |
| 41 | 「すみれの約束（前）」 - Sumireno yakusoku (mae) – "La promessa di Violetta (prima parte)"「すみれの約束（後）」 - Sumireno yakusoku (nochi) – "La promessa di Violetta (seconda parte)"                                                   | 2 settembre 1975  |         |
| 42 | 「刑事カリメロ」 - Keiji Karimero – "Detective Calimero"「赤く咲く白い花」 - Akaku saku shiroi hana – "Fiori bianchi e rossi che sbocciano"                                                                                                | 9 settembre 1975  |         |
| 43 | 「いじめっ子はだあれ」 - Ijime kko wa daare – "Chi è il bullo?"「カミナリよけ大騒動」 - Kaminari yoke oosoudou – "La paura del temporale"                                                                                                  | 16 settembre 1975 |         |
| 44 | 「花よいつまでも」 - Hana yo itsu made mo – "Fiori per sempre"「さようなら落葉くん」 - Sayōnara rakuyō kun – "Addio foglie cadute" | 23 settembre 1975 |         |
| 45 | 「考えるカリメロ」 - Kangaeru Karimero – "Calimero sognatore"「騎士ドン・カリメロ」 - Kishi don・Karimero – "Don Calimero il cavaliere" | 30 settembre 1975 |         |